# Chiesa della Beata Vergine Maria del Carmine
La chiesa della Beata Vergine Maria del Carmine è una chiesa di Roma nel rione Prati, in via Sforza Pallavicini.
La chiesa fu costruita in stile neo-rinascimentale nel 1925 dall'architetto Edmond Saint Just per i Carmelitani dell'annesso monastero. La semplice facciata, occultata da un albero antistante, riporta l'iscrizione: Mater decor Carmeli. L'interno si presenta a tre navate. Sull'altare maggiore vi è una vetrata a vetri policromi con la Vergine del Monte Carmelo mentre porge lo scapolare a San Simone.